# Bernhard Britz
Bernhard Britz (Skänninge, 27 maart 1906 – Floda, 31 mei 1935) was een Zweeds wielrenner.

## Carrière
Hij was in 1930 de eerste officiële winnaar van het Zweeds nationaal kampioenschap op de weg. In 1933 behaalde hij de titel voor de tweede maal.
Hij won tweemaal brons op de Olympische Spelen van 1932 op de onderdelen wegtijdrit individueel en ploegen. Britz overleed op 29-jarige leeftijd tijdens een wielerwedstrijd na een botsing met een vrachtwagen.

## Belangrijkste overwinningen
1927
 Zweeds kampioen individuele tijdrit (100 km), ploegenklassement
1928
 Zweeds kampioen individuele tijdrit (100 km), ploegenklassement
1929
 Zweeds kampioen individuele tijdrit (100 km), ploegenklassement
1930
 Zweeds kampioen op de weg, Elite
 Zweeds kampioen individuele tijdrit (100 km), Elite
 Zweeds kampioen individuele tijdrit (100 km), ploegenklassement
1933
 Zweeds kampioen op de weg, Elite
 Zweeds kampioen individuele tijdrit (100 km), Elite
 Zweeds kampioen individuele tijdrit (100 km), ploegenklassement
 Zweeds kampioen individuele tijdrit, ploegenklassement
Scandinavian Race Uppsala